# Хрничек, Бранислав
Бранислав Хрничек (сербохорв. Branislav Hrnjiček / Бpaнислав Xpњичек; 5 июня 1908, Белград, Королевство Сербия — 2 июля 1964, Белград, Югославия) — югославский сербский футболист и тренер, участник чемпионата мира 1930 года.

## Карьера

### Клубная
Бранислав Хрничек провёл большую часть карьеры в клубе «Югославия», за исключением перерыва на два сезона (с 1930 по 1932 г.), когда он выступал за белградский «БСК».

### В сборной
За сборную Югославии провёл 5 матчей, из них два в первом розыгрыше Балканского Кубка (1929—1931). Хрничек также находился в составе команды на первом чемпионате мира по футболу в Уругвае, но не сыграл там ни матча.
| Матчи и голы Бранислава Хрничека за сборную Югославии | Матчи и голы Бранислава Хрничека за сборную Югославии | Матчи и голы Бранислава Хрничека за сборную Югославии | Матчи и голы Бранислава Хрничека за сборную Югославии | Матчи и голы Бранислава Хрничека за сборную Югославии | Матчи и голы Бранислава Хрничека за сборную Югославии | Матчи и голы Бранислава Хрничека за сборную Югославии |
| ----------------------------------------------------- | ----------------------------------------------------- | ----------------------------------------------------- | ----------------------------------------------------- | ----------------------------------------------------- | ----------------------------------------------------- | ----------------------------------------------------- |
| №                                                     | Дата                                                  | Место проведения                                      | Соперник                                              | Счёт                                                  | Голы                                                  | Турнир                                                |
| 1                                                     | 6 октября 1929                                        | Бухарест, Румыния                                     | Румыния                                               | 1:2                                                   | -                                                     | Балканский Кубок 1929-31                              |
| 2                                                     | 28 октября 1929                                       | Прага, Чехословакия                                   | Чехословакия                                          | 3:4                                                   | -                                                     | Товарищеский матч                                     |
| 3                                                     | 26 января 1930                                        | Афины, Греция                                         | Греция                                                | 1:2                                                   | -                                                     | Балканский Кубок 1929-31                              |
| 4                                                     | 13 апреля 1930                                        | Белград, Югославия                                    | Болгария                                              | 6:1                                                   | 1                                                     | Товарищеский матч                                     |
| 5                                                     | 3 августа 1930                                        | Буэнос-Айрес, Аргентина                               | Аргентина                                             | 1:3                                                   | -                                                     | Товарищеский матч                                     |

Итого: 5 матчей / 1 гол; 1 победа, 0 ничьих, 4 поражения.
После завершения карьеры игрока Хрничек некоторое время работал тренером в Израиле. В возрасте 56 лет он внезапно скончался во время подготовки к продолжению тренерской карьеры в Германии.